# Western australian

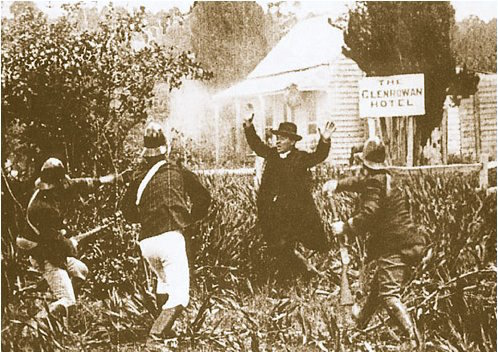
Filmul ' (1906) este considerat primul film western australian.

Westernul australian, cunoscut și sub numele de meat pie western sau kangaroo western, este un subgen al filmelor western a cărui acțiune se desfășoară în sălbăticia australiană⁠(d). Filmele despre bushrangeri⁠(d) (uneori numite filme bushranger) sunt incluse în acest gen. Un subgen al westernului australian, northern, a fost inventat de creatorii filmului High Ground⁠(d) (2020) pentru a descrie un film a cărui poveste se desfășoară în Teritoriul de Nord.
Meat pie western urmează modelul termenului „spaghetti western”, utilizat pentru a descrie filmele western ale cinematografiei italiene. Din moment ce filmele western sunt asociate cu Statele Unite, termenii gastronomici denotă o interpretare cultural diferită a caracteristicilor genului. Istoric vorbind, unele westernuri australiene au preluat numeroase elemente specifice filmelor western americane. Lungmetrajele realizate de studioul britanic Ealing Studios⁠(d) exemplifică această tendință.
Atât westernul american, cât și cel australian prezintă tratamentul popoarelor indigene după sosirea coloniștilor europeni, iar fermele de vite⁠(d) și câmpiile vaste sunt teme împrumutate din filmele americane și utilizate în lungmetraje precum The Overlanders⁠(d) (1946).

## Istoric

### Terminologie
Nu există un consens cu privire la distincția dintre un western australian și un film istoric australian cu teme similare. Filmele despre bushrangeri⁠(d), considerate de unii exemple de westernuri australiene, au fost printre primele lungmetraje ale cinematografiei australiene. Banditul Ned Kelly⁠(d) a fost subiectul filmului The Story of the Kelly Gang⁠(d) din 1906. Compania britanică Ealing Studios a realizat câteva filme western în Australia pe parcursul anilor 1940 și 1950, inclusiv The Overlanders⁠(d) (1946), comercializat la nivel internațional ca „western australian”, dar la nivel național ca „film dramatic”. Rolul principal a fost interpretat de actorul Chips Rafferty⁠(d) și a avut succes la box-office. Un alt studio de film britanic, Rank, a produs Robbery Under Arms⁠(d) în 1957. Unul dintre cele mai cunoscute lungmetraje realizate în Australia a fost filmul western tehnicolor Kangaroo⁠(d) (1952). Realizat de 20th Century Fox în baza unui buget de 800.000 de lire sterline, i-a avut în rolurile principale pe Maureen O'Hara și Peter Lawford. Lungmetrajul Mad Dog Morgan⁠(d) din 1970, un film ozploitation⁠(d), prezintă elemente western.
Termenul „kangaroo western” este utilizat într-un articol despre The Man from Snowy River⁠(d) (1982), iar profesorul Stuart Cunningham⁠(d) caracterizeaza  Greenhide⁠(d) (1926), film regizat de Charles Chauvel⁠(d), drept „kangaroo western” în 1989.
Grayson Cooke susține că termenul „meat-pie western” a fost utilizat pentru prima dată de Eric Reade în cartea History and Heartburn (1979) cu privire la lungmetrajul Raw Deal⁠(d) (1977) al regizorului Russell Hagg⁠(d). Acest termen a fost folosit din nou într-o rubrică de John-Michael Howson⁠(d) din revista The Australian Women's Weekly⁠(d) în 1981 pentru a descrie viitorul film al actorului James Komack⁠(d), proiect abandonat ulterior. Howson compară termenul cu „spaghetti western”. Conform istoricului Troy Lennon, filmele „meat pie western” există de peste un secol.
Regizorul Grayson Cooke susține că westernul australian nu a dezvoltat o etapă „clasică”, iar producțiile genului sunt cuprinse în următoarele categorii: ”primele filme de aventură cu bushrangeri; filme western turnate în Australia de studiouri străine; remake-uri contemporane ale unor filme cu bushrangeri și westernuri revizioniste contemporane”. Cooke menționează că majoritatea filmelor se încadrează în prima categorie, doar The Tracker⁠(d) (2002) și The Proposition (2005) sunt exemple de western revizionist. De asemenea, lungmetraje mai recente, precum filmul polițist Mystery Road⁠(d) (2013) al regizorului Ivan Sen⁠(d), conțin elemente western.
Istoricul Emma Hamilton al Universității din Newcastle⁠(d) explorează dezvoltarea genului western în Australia și consideră că filmele regizorilor  australieni respectă afirmația lui Peter Limbrick conform căreia westernul este, în principiu, „despre societățile care dau sens relațiilor imperial-coloniale”. Hamilton enumeră o serie de filme care pot fi numite westernuri australiene în virtutea faptului că povestea lor este plasată în Australia, dar păstrează elemente specifice westernului american. Lista include filme precum Robbery Under Arms⁠(d) (1920), Captain Fury⁠(d) (1939), Eureka Stockade⁠(d) (1949) și The Shiralee⁠(d) (1957).
Regizorul Stephen Johnson⁠(d) și-a caracterizat filmul High Ground⁠(d) (2020), a cărui acțiune se desfășoară în Teritoriul de Nord, drept „northern”, iar producătorul Witiyana Marika⁠(d) l-a numit un „thriller de acțiune northern”. Filmul de ficțiune are la bază mai multe povești despre popoarele native din peninsula Arnhem care lipsesc din cărțile de istorie. Johnson a mai declarat că „există elemente de thriller în film. Nu este un western, este un northern”.

### Filme
Story of the Kelly Gang⁠(d) (1906) poate fi considerat primul film al genului (și posibil primul lungmetraj din lume) cu „personaje pozitive, personaje negative, schimburi de focuri [și] urmăriri călare”. În 1911 și 1912, guvernele statelor din Australia de Sud⁠(d), Noul Wales de Sud⁠(d) și Victoria⁠(d) au interzis toate lungmetrajele despre bushrangeri⁠(d); interdicția a durat aproximativ 30 de ani și a avut un impact negativ asupra cinematografiei australiene.
Pe parcursul secolului al XX-lea, numeroase filme western au fost produse în colaborare cu regizori americani (e.g. Rangle River⁠(d) în 1936) sau britanici (e.g. The Overlanders⁠(d) în 1946). Ned Kelly⁠(d) (1970) și The Man from Snowy River⁠(d) (1982) sunt cele mai cunoscute exemple ale genului din a doua jumătate a secolului.
Unele filme, precum Red Hill⁠(d) (2010), The Proposition (2005) și Sweet Country⁠(d) (2017), reexaminează tratamentul aborigenilor australieni și se concentrează pe evenimentele rasiste și sexiste din istoria Australiei⁠(d), ultimele două având succes atât la box-office, cât și în rândul criticilor de film.
Începând din 1990, au fost realizate o serie de filme western moderne. Ned Kelly, cel mai faimos jefuitor de bănci din Australia, reprezintă subiectul a două lungmetraje - Ned Kelly⁠(d) (2003) și True History of the Kelly Gang⁠(d) (2019). Alte filme contemporane includ The Tracker (2002) și The Legend of Ben Hall⁠(d) (2016). The Proposition (2005) este un anti-western influențat de operele cinematografice ale regizorilor Robert Altman și Sam Peckinpah. Australia (2008) este un western epic care combină elemente din genuri precum aventură, acțiune, dramă și război. Filmul Sweet Country, despre incursiunile coloniștilor pe teritoriile popoarelor native australiene, a fost realizat în 2017.

## Exemple
- The Story of the Kelly Gang (1906)
- Rangle River (1936)
- Captain Fury (1939)
- The Overlanders (1946)
- Eureka Stockade (1949)
- Sons of Matthew (1949)
- The Kangaroo Kid (1950)
- Kangaroo (1952)
- The Phantom Stockman (1953)
- The Sundowners (1960)
- Shadow of the Boomerang (1960)
- Whiplash (1960–61) – serial de televiziune
- Ned Kelly (1970)
- Rush (1974–76) – serial de televiziune
- Cash and Company (1975) – serial de televiziune
- Inn of the Damned (1975)
- Mad Dog Morgan (1976)
- Tandarra (1976) –  serial de televiziune
- Raw Deal (1977)
- Mad Max (1979)
- The Man from Snowy River (1982)
- Five Mile Creek (1983–85) – serial de televiziune
- The Man from Snowy River II (1988)
- Quigley Down Under (1990)
- The Tracker (2002)
- Ned Kelly (2003)
- Propunerea (2005)
- Luck Country (2009)
- The Outlaw Michael Howe (2013) – film de televiziune
- Mystery Road (2013)
- The Rover (2014)
- The Legend of Ben Hall (2016)
- Goldstone (2016)
- Sweet Country (2017)
- The Nightingale (2018)
- True History of the Kelly Gang (2019)
- High Ground (2020)